# پیوتر کاپیتسا
پیوتر لئونیدوویچ کاپیتسا (به روسی:Пётр Леони́дович Капи́ца و به رومانیایی:Petru Căpiţă؛ زاده ۸ ژوئیه ۱۸۹۴ – درگذشته ۸ آوریل ۱۹۸۴) یک فیزیک‌دان و برنده جایزه نوبل فیزیک شوروی-روسی-مولداوی بود.

## زندگی
کاپیتسا در شهر کرونشتات زاده شد و در سال ۱۹۱۸ از دانشگاه فنی سن پیترزبورگ فارغ تحصیل شد. او بیش از ۱۰ سال با ارنست رادرفورد در آزمایشگاه کاوندیش در کمبریج کار کرد. او در سال ۱۹۲۰ فنونی را به اجرا درآورد تا یک میدان مغناطیسی بسیار قدرتمند بسازد و برای این کار جریان الکتریکی بسیار قدرتمندی را در بازه زمانی کوتاه به الکترومغناطیس با هسته هوا وارد کرد. در سال ۱۹۲۸ او وابستگی خطی مقاومت در میدان الکتریکی برای فلزهای مختلف را در میدان‌های قدرتمند مغناطیسی کشف کرد.
او از نزدیکترین دوستان پل دیراک بود.